# Rosa Salazar
Rosa Bianca Salazar, född 16 juli 1985, är en amerikansk skådespelare.  Hon hade roller i NBC-serien Parenthood och FX-antologiserien American Horror Story: Murder House.  Hon spelade huvudpersonen i filmen Alita: Battle Angel.  Hon har medverkat i The Divergent Series: Insurgent , Maze Runner: Scorch Trials och Maze Runner: Death Cure och har också dykt upp i Netflix-filmerna The Kindergarten Lärare och Bird Box.

## Uppväxt
Rosa Bianca Salazar föddes den 16 juli 1985. Hon är av peruansk härkomst. Hon gick i Eleanor Roosevelt High School i Greenbelt, Maryland och var väldigt aktiv i skolteatern.

## Karriär
Rosa Salazar har hållit på med underhållning sedan 15 års ålder och påbörjade skådespelarkarriären efter att ha flyttat till New York City som ung vuxen, där hon arbetade med CollegeHumor. Hon verkade i flera sketcher.
Kort efter att ha flyttat till Los Angeles 2009, landade Salazar återkommande roller på två hit-TV-serier, American Horror Story: Murder House and Parenthood.  År 2015 medverkade Salazar i uppföljningarna The Divergent Series: Insurgent som Lynn,  och Maze Runner: The Scorch Trials som Brenda. 

## Filmografi

### Film
| År     | Titel                       | Roll       | Anteckningar |
| ------ | --------------------------- | ---------- | --- |
| 2012   | Looper: Baldness Anxiety    |            | Kortfilm |
| 2012   | Fortunate son               | Elisa      | Kortfilm |
| 2013   |                             |            | Kortfilm |
| Plan B | steph                       |            | Kortfilm |
| 2014   | Jamesy Boy                  | Kristall   | |
| 2014   | Search party                | Pocahontas | |
| 2015   | Insurgent                   | Lynn       | |
| 2015   | Night owls                  | Madeline   | Nominerad - Hill Country Film Festival Award för bästa skådespelerska Vann - Twin Cities Film Fest Breakthrough Achievement for Performance |
| 2015   | Maze Runner: Scorch Trials  | Brenda     | |
| 2016   | Good Crazy                  | Rosa       | Kortfilm; även regissör och författare Nominerad - Sundance Film Festival Short Film Grand Jury Prize                                       |
| 2016   | Submerged                   | Amanda     | |
| 2017   | CHiPs                       | Ava Perez  | |
| 2018   | Maze Runner: The Death Cure | Brenda     | |
| 2018   | The Kindergarten Teacher    | Becca      | |
| 2018   | Bird Box                    | Lucy       | |
| 2019   | Alita: Battle Angel         | Alita      | Huvudperson |